# Кастет Ару
Кастет Ару (фр. Castet-Arrouy) насеље је и општина у јужној Француској у региону Миди Пирене, у департману Жерс која припада префектури Кондом.
По подацима из 2011. године у општини је живело 186 становника, а густина насељености је износила 23,13 становника/km². Општина се простире на површини од 8,04 km². Налази се на средњој надморској висини од 107 метара (максималној 180 m, а минималној 87 m).

## Демографија
| 1962. | 1968. | 1975. | 1982. | 1990. | 1999. | 2011. |
| ----- | ----- | ----- | ----- | ----- | ----- | ----- |
| 163   | 174   | 145   | 133   | 132   | 144   | 186   |

График промене броја становника у току последњих година